# Вилхелм (Анхалт-Харцгероде)
Вилхелм фон Анхалт-Харцгероде (на немски: Wilhelm Ludwig, Fürst von Anhalt-Bernburg-Harzgerode; * 18 август 1643 в Харцгероде; † 14 октомври 1709 в Харцгероде) от династията Аскани е последният княз на Анхалт-Харцгероде (1670 – 1709).
Той е единственият син на княз Фридрих фон Анхалт-Бернбург-Харцгероде (1613 – 1670) и първата му съпруга графиня Йохана Елизабет фон Насау-Хадамар (1619 – 1647), дъщеря на княз Йохан Лудвиг фон Насау-Хадамар и Урсула фон Липе-Детмолд. Той е внук на княз Кристиан I фон Анхалт-Бернбург (1568 – 1630) и съпругата му Анна фон Бентхайм-Текленбург (1579 – 1624). Сестра му Елизабет Шарлота (1647 – 1723) се омъжва през 1663 г. за княз Вилхелм Лудвиг фон Анхалт-Кьотен (1638 – 1665) и през 1666 г. за херцог Август фон Шлезвиг-Холщайн-Норбург-Пльон (1635 – 1699).
През 1688 г. той основава Нойщат при Харцгероде, който през 1705 г. е наречен на втората му съпруга Августенщат.
Вилхелм умира бездетен през 1709 г. Kняжеството Анхалт-Харцгероде отива на неговия племенник Виктор I Амадей от Анхалт-Бернбург (1634 – 1718), син на княз Кристиан II фон Анхалт-Бернбург, и двете части се обединяват отново.

## Фамилия
Вилхелм се жени на 25 юли 1671 г. в Лаубах за графиня Елизабет Албертина фон Золмс-Лаубах (* 6 март 1635; † 2 януари 1693), дъщеря на граф Алберт Ото II фон Золмс-Лаубах и Катарина Юлиана фон Ханау-Мюнценберг. Бракът е бездетен.
На 20 октомври 1695 г. той се жени втори път в дворец близо до Копенхаген за принцеса София Августа фон Насау-Диленбург (* 28 април 1666; † 14 януари 1733), дъщеря на княз Хайнрих фон Насау-Диленбург (1641 – 1701). Бракът е бездетен.